# Thomas Heine
Ne doit pas être confondu avec Thomas Theodor Heine.
Pour les articles homonymes, voir Heine.
Thomas Heine est un homme politique marshallais.

## Biographie
Ministre des Transports et Communications, il préside également la fédération des îles Marshall de basket-ball.

### Vie personnelle
Il est le fils d'Hilda Heine.